# Мамедзаде, Мирза Джаббар Мирза Аббас оглы
Мирза Джаббар Мирза Аббас оглы Мамедзаде (азерб. Mirzə Cabbar Mirzə Abbas oğlu Məmmədzadə; 20 января 1882, Эривань, Эриванский уезд, Эриванская губерния, Российская империя — 3 января 1938, Баку, Азербайджанская ССР, СССР) — азербайджанский просветитель, педагог, профессор (1935), доктор педагогических наук (1937). Был депутатом первого созыва Парламента Республики Армения.

## Биография
Мирза Джаббар Мамедзаде родился 20 января 1882 года в городе Эривани, в семье Мирзы Аббаса, народного учителя, известного под прозвищем «Фарс Аббас». Сначала он получил домашнее образование, а затем учился в Эриванской учительской семинарии. В семинарии ему преподавал Ахунд Мамедбагир Газизаде, сыгравший роль в открытии первой русско-татарской школы в Эривани в 1898 году. После окончания в 1902 году Мирза Джаббар сдал экстерном экзамен в Эриванской учительской семинарии и получил свидетельство преподавателя. С сентября 1902 года работал учителем в школе села Нехрам. C 1903 года он начал преподавать в Гамарлинской школе, а C 1904 года — в Иманшалинской школе. С 1905 года по 1 сентября 1906 года он был надзирателем Гамарлинской школы.

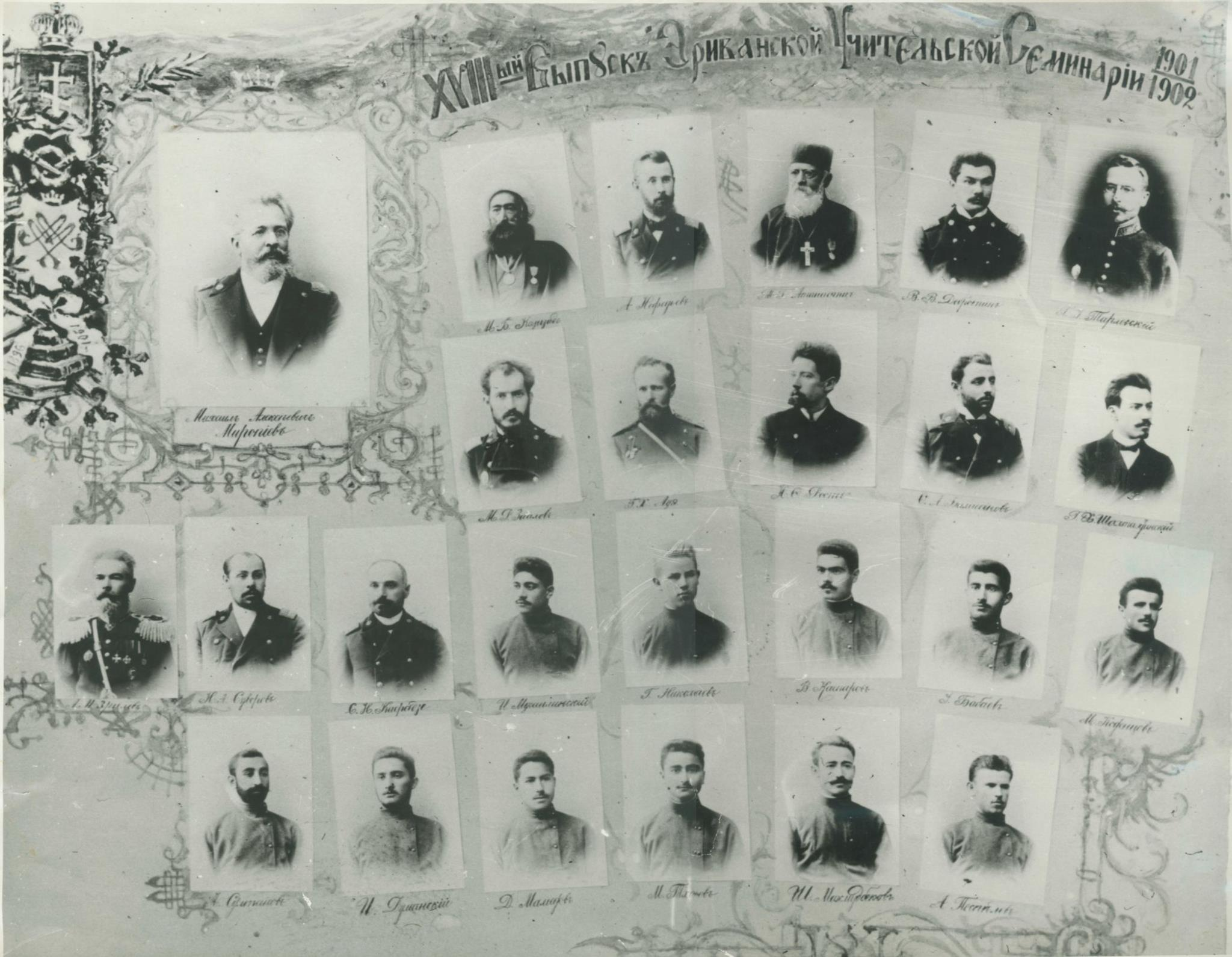
Мирза Джаббар Мамедзаде (внизу 3-й слева) на 18-м выпуске Эриванской учительской семинарии (1901–1902)

До 19 января 1913 года работал учителем азербайджанского языка в Эриванской учительской семинарии.
1 сентября 1906 года он был приглашен в частную подготовительную школу, открытую Ибадулла-беком Муганлинским в Эриване, в качестве учителя русского языка и математики. Во время Первой мировой войны русское правительство перенесло Эриванскую семинарию из приграничного города Эривани в Армавир. Мирза Джаббар Мамедзаде также преподавал здесь со 2 февраля 1915 года по май 1916 года. Семинария была закрыта 6 августа 1918 года. За эти годы были изданы три составленные им книги: «Самоучитель татарского языка азербайджанского наречия» (1913), «Самоучитель русского языка для мусульман, говорящих на азербайджанском языке» (1913), «Самоучитель русского языка для персиян» (1917).
После прихода к власти дашнаков в 1918 году Мирза Джаббар Мамедзаде вместе с семьей переехал в Нахичевань в связи с закрытием Эриванской гимназии и учительской семинарии. Здесь он преподает русский, турецкий и азербайджанский языки в начальных и средних школах. Кроме того, он участвует в защите Нахичевани от дашнаков.
В 1920 году, после оккупации Армении большевиками, Мирза Джаббар вернулся в Эривань. В конце того же года вместе с семьей переехал из Эривани в Баку, где продолжил преподавательскую деятельность в Азербайджанском государственном университете, Азербайджанском педагогическом и кооперативном институтах. Помимо написания стихов, он проводил исследования по лингвистике и написал пособие под названием «Методика преподавания азербайджанского языка». В 1920-е годы он был автором-составителем двадцати учебников для начальной и средней школы на азербайджанском и русском языках по отдельности и совместно. Избирался на должность заведующего кафедрой, доцента Азербайджанского кооперативного института. В 1935 году ему присваиваются ученая степень кандидата наук и звание профессора по азербайджанскому языку и литературе. В 1937 году за работу «История методики преподавания в Азербайджане» ему была присвоена ученая степень доктора педагогических наук. Он был учителем Асада Шейхзаде, Магсуда Мамедова, академиков Мустафы Топчибашева, Гейдара Гусейнова, профессора Азиза Алиева и других видных деятелей.
В октябре 1937 года он и члены его семьи были арестованы. Обвинен и расстрелян 3 января 1938 года по следственному делу № 12493. Его жена и дочь были сосланы. Был реабилитирован в 1957 году (посмертно) после того, как была доказана его невиновность.

## Семья

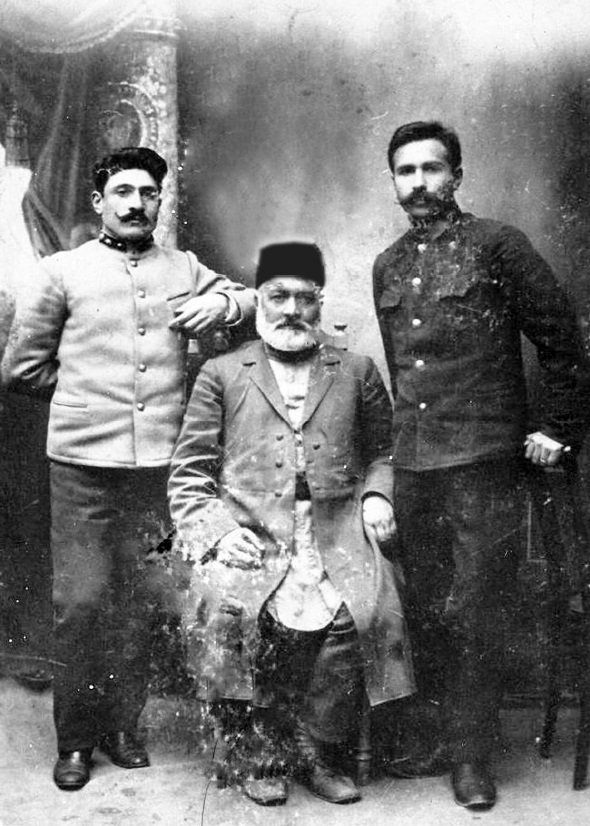
Справа налево: Мирза Джаббар Мамедзаде, его отец Мирза Аббас и Ибадулла-бек Муганлинский в Эривани, начало XX века

Его отец, Мирза Аббас Мамедзаде, был одним из интеллектуалов, известных в общественно-политической, культурной и литературной среде Эривани и Нахичевани. Мирза Аббас, преподававший в Эриванской мужской гимназии, являлся автором ряда учебников. Его учебник по персидскому языку «Гюлдасте» («Букет цветов»), или «Бадрагатул-атфал» («Подарок детям») был издан в 1911 году в типографии «Братьев Оруджевых» в Баку. В книге Мирза Аббас использовал нравоучительные стихи Саади, Джами. В учебник вошли так же и собственные стихи самого Мирзы Аббаса, который подписывал свои стихи псевдонимом «Рази». В своих стихах поэт призывал народ к просвещению, наукам, пропагандировал просветительские идеи. В 1913 году в типографии «Братьев Оруджевых» в Баку был издан «Самоучитель персидского языка для русских». Эта, долгое время использовавшаяся в качестве учебника, книга показывает, что составитель прекрасно владел и русским языком.
Его сын Джалал Мамедов работал заместителем председателя Государственного комитета Азербайджанского телевидения и радио, заместителем главного редактора газеты «Коммунист». В 1966 году он был назначен главным редактором журнала «Азербайджан», а с 1975 года и до конца жизни работал первым заместителем председателя Государственного комитета по книжной торговле, полиграфии и издательскому делу.

## Память
- В честь Мирзы Джаббара Мамедзаде в Ясамальском районе города Баку названа улица.[12][22]